# Armenische Nationale Landwirtschaftsuniversität

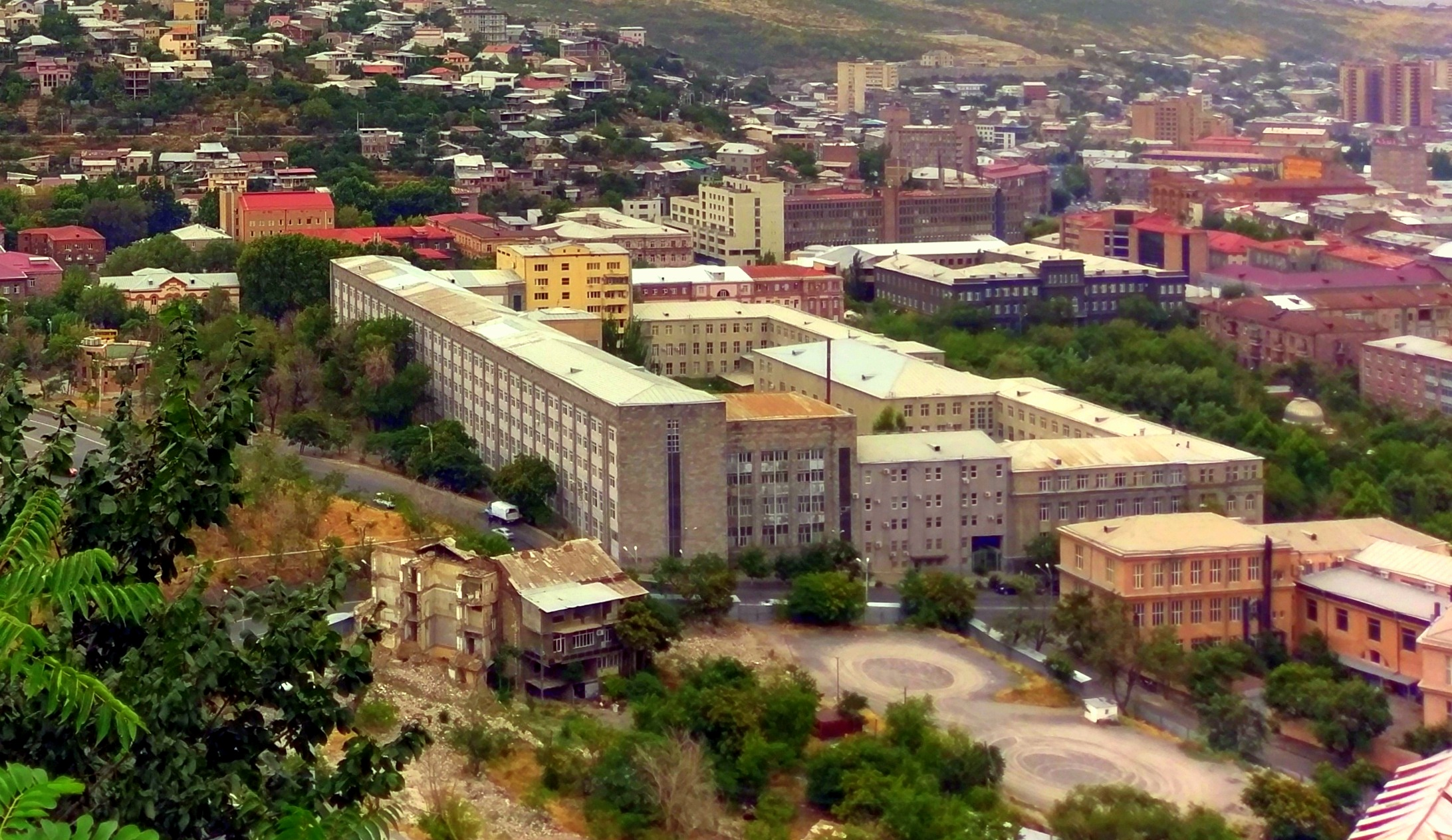
Das Hauptgebäude der Universität (2018)

Die Armenische Nationale Landwirtschaftsuniversität (ANAU) (armenisch Հայաստանի Ազգային Ագրարային Համալսարան; englisch Armenian National Agrarian University) ist eine 1930 gegründete staatliche Universität für Agrarwissenschaft und verwandte Fächer in Jerewan, der Hauptstadt von Armenien.

## Fakultäten
Die Universität verfügt (Stand 2019) über folgende Fakultäten:
- Fakultät für Agrarwissenschaft
- Fakultät für Lebensmitteltechnologien
- Fakultät für Agrartechnik
- Fakultät für Tiermedizin und Tierhaltung
- Fakultät für Agrarwirtschaft und Ökonomie